# Douglas Bohórquez
Douglas José Bohórquez Rincón  (Maracaibo, Venezuela, 16 de agosto de 1951) es un escritor y docente venezolano. Ha incursionado en los géneros de la poesía, el ensayo y la crítica literaria.

## Carrera
Doctor en semiología por la Universidad París VII Denis Diderot y Licenciado en Letras por la Universidad del Zulia (LUZ). Profesor titular y jubilado de la Universidad de los Andes (ULA). Profesor invitado en universidades europeas y latinoamericanas.

## Publicaciones
Poesía:
- Vagas especies (poesía, 1986)
- Fabla del oscuro (poesía, 1991)
- Árido esplendor (poesía, 2001)
- Calle del pez (poesía, 2005)
- Como un discípulo del lobo (poesía, 2012)
- Antología poética (2014)

Ensayos críticos:
- Teoría semiológica del texto literario. Una lectura de Guillermo Meneses (estudio, 1987)
- Escritura, memoria y utopía en Enrique Bernardo Núñez (1990)
- Del diálogo de géneros y la melancolía en Teresa de la Parra (1997)
- Del costumbrismo a la vanguardia. La narrativa venezolana entre dos siglos (2007)
- Entrelecturas: ensayos críticos sobre literatura venezolana e hispanoamericana (2015)